# Iglesia de San Juan Evangelista (Upper Norwood)
La Iglesia de San Juan Evangelista (en inglés: St John the Evangelist) es una iglesia parroquial de la Iglesia de  Inglaterra, situada en Upper Norwood, un suburbio del sur de Londres. 
Es una iglesia neogótica de ladrillo rojo, clasificada como monumento de grado II, que fue construida entre 1878 y 1887 por el arquitecto inglés John Loughborough Pearson (1817-1897). La iglesia está dedicada al santo cristiano, Juan el Evangelista.

## Arquitectura
El diseño de Pearson es un exterior de ladrillo rojo liso con dos torretas en el extremo oeste que Nikolaus Pevsner describe como "«típicamente pearsoniano». La iglesia de 49 metros de largo es cruciforme, y el crucero sur fue originalmente diseñado para levantar una torre de 208 pies (63 m) de altura que nunca se completó. Sobre la nave hay un alto claristorio.
El interior del edificio es de ladrillo con arcadas y bóveda de crucería. Lo más llamativo es la gran pantalla de piedra de la cruz a través del presbiterio, que presenta cinco arcos góticos rematados por cuatro estatuas, y los grandes retablos de piedra tallada.
La iglesia fue dañada por un bombardeo durante la Segunda Guerra Mundial y los arquitectos de conservación Caroe & Partners llevaron a cabo trabajos de restauración entre 1946 y 1951. El vitral diseñado por Clayton y Bell se perdió durante el bombardeo, pero perdura un gran rosetón, obra de Ninian Comper, un renombrado diseñador del neogótico que vivió en Upper Norwood, en Beulah Hill.
La iglesia cuenta con un órgano construido originalmente por Thomas Christopher Lewis en 1882 durante la construcción de la iglesia, cuando solo se había completado el presbiterio. 
El interior de la iglesia destaca por la calidad de su acústica y es utilizado frecuentemente por artistas de música clásica. En ella se han grabado algunos videoclips del grupo coral Libera y se han celebrado alguno de sus conciertos como los que tuvieron lugar el 23 de marzo de 2007 y el 20 de diciembre de 2014.